# デレンFC
デレンFC (英: Deren Football Club、モンゴル語: ДЭРЭН) は、モンゴルの首都ウランバートルをホームとするサッカークラブである。モンゴル・ナショナルプレミアリーグ所属。

## 概要
2008年創設。クラブ名はMFFフットボールセンターを建設したオランダの会社にちなんで名付けられた。
2015年にモンゴル・ナショナルプレミアリーグに昇格。

## 歴代所属選手
- ナルマンダフ・アルタグ（英語版） 2017
- ハシュエルデネ・トゥヤ（英語版） 2017-
- ドゥルグーン・アマラー（英語版） 2018-
- ツェンドアユシュ・フレルバートル（英語版） 2018-2019
- 佐々木瑞穂 2018
- 川口裕士 2020-